# دوابزو
دوابزو (گرجی: დვაბზუ) یک روستا در شهرداری ازورگتی ناحیه گوریا در غرب گرجستان است.